# Skydevåbenstativ
Et våbenstativ, også kendt som et skydevåbenstativ, geværstativ eller våbenstativ, er et stativ, der bruges til opbevaring af skydevåben såsom lange våben og håndskydevåben . De kan bruges til almindelig opbevaring eller udstilling.
Våbenstativer er ofte designet til at holde en pistol pegende opad, med dens skaft eller greb, der rører ved bunden af stativet. Sektioner på stativet kan være beregnet som slidser til at fastgøre pistolen og holde den sikkert på plads, ofte placeret ved løb, løbshylster eller lager. Våbenstativer har typisk låse for at forhindre tyveri eller forkert brug. 
Våbenstativer kan monteres på køretøjer til at bære skydevåben; faktisk opstod shooting brake som et jagtkøretøj designet til at bære våben på denne måde. Eftermarkedspistolstativer kan monteres på køretøjer såsom terrængående køretøjer, side-by-side, militærkøretøjer, SWAT-køretøjer og andre typer.